# Португалия
Португалия (на португалски: Portugal), с официално име Република Португалия (на португалски: República Portuguesa), е държава предимно на Пиренейския полуостров в Югозападна Европа. Това е най-западната държава в Европа, граничеща на запад и на юг с Атлантическия океан и на север и изток с Испания. Нейната територия включва също и атлантическите архипелази на Азорските острови и Мадейра, и двата автономни региона със собствени регионални правителства. Площта ѝ е 92 212 km² (109-о място). Столицата е Лисабон, официалният език е португалски. Населението към 2021 г. е 10 352 042 души. Португалия е светска държава със свобода на религията и съзнанието.
Португалия е най-старата национална държава на Иберийския полуостров и една от най-старите в Европа. В античността територията ѝ е била населена от предримски и келтски народи, преди да премине във владение на Римската република, последвано от нашествията на германските народи суеби и вестготи. След мюсюлманското завладяване на Иберийския полуостров, по-голямата част от територията му е била част от Ал-Андалус. Португалия като страна е създадена по време на ранната християнска Реконквиста. Основан през 868 г., окръг Португалия придобива известност след битката при Сао Мамеде (1128 г.). Кралство Португалия по-късно е провъзгласено след битката при Орике (1139 г.), а независимостта от Кралство Леон е призната с Договора за Замора (1143 г.).
През 15 и 16 век Португалия създава първата глобална империя, превръщайки се в една от основните икономически, политически и военни сили в света. През този период, наричан днес Епоха на откритието, португалските изследователи започват морско проучване, по-специално под кралско покровителство на принц Хенри Навигатор и крал Жуау II, с такива забележителни пътешествия като плаването на Бартоломео Диас от нос Добра надежда (1488 г.), откриването на Вашку да Гама на морския път до Индия (1497 – 1498) и европейското откриване на това бъдещата държава Бразилия (1500). През това време Португалия монополизира търговията с подправки, разделя света на полукълба на господство с Кастилия, а империята се разширява с военни кампании в Азия. Събитията, като земетресението в Лисабон през 1755 г., окупацията на страната по време на Наполеоновите войни и независимостта на Бразилия (1822 г.) обаче заличават до голяма степен предишното богатство на Португалия.
След революцията от 1910 г. и свалянето на монархията е създадена демократичната, но нестабилна Португалска първа република, която по-късно е заместена от авторитарния режим на Estado Novo. Демокрацията е възстановена след революцията на карамфилите (1974 г.), с което се слага край на Португалската колониална война. Малко след това независимостта е предоставена на почти всички нейни отвъдморски територии. Предаването на Макао в Китай (1999 г.) бележи края на това, което може да се счита за най-дълго живялата колониална империя.
Португалия е оставила дълбоко културно, архитектурно и езиково влияние по целия свят с наследство от около 250 милиона португалскоезично население и много креоли, наследници на португалци. Това е развита страна с напреднала икономика и висок жизнен стандарт. Освен това е високо поставена в класациите за морална свобода (2-ро), спокойствие (3-то), демокрация (7-о), свобода на печата (12-о), стабилност (15-о), социален прогрес (18-о) и просперитет (26-о), Член на Организацията на обединените нации и Европейския съюз, Португалия също е един от основателите на НАТО, еврозоната, ОИСР и Общността на португалоезичните държави.

## Етимология
Думата Португалия произлиза от римско-келтското местно име Портус Кале (Portus Cale); град, в който сега се намира днешната Вила Нова ди Гая, в устието на река Дуеро, на север от сегашна Португалия. Името на града е от латинската дума за пристанище portus, но вторият елемент на Portus Cale е по-малко ясен. Основното обяснение на името е, че това е етноним, произхождащ от хората на културата Кастро, известни още като калаики (Callaeci), Gallaeci или Gallaecia, които са владеели северозападната част на Иберийския полуостров. От Cale и Callaici произхождат днешните Вила Нова ди Гая и Галисия.
Друга теория твърди, че Cale или Calle е производно на келтската дума за пристанище, като ирландското наречено или шотландското галско обаждане. Тези обяснения биха изисквали предримският език на района да е клон на Q-келтски, което не е общоприето. Предримският език на региона е бил галийски келтски, но учени като Жан Маркале и Траной предлагат келтските клонове да имат един и същ произход и имена като Кале, Гал, Гая, Кале, Галатия, Галисия, Гелски, Гаел, Галия, Уелс, Корнуол, Валония и други произлизат от един езиков корен.
Друга теория гласи, че Кала е било име на келтска богиня (сравнение с гелската Кайлих или Калех, свръхестествена вещица). Някои френски учени смятат, че името може да е произлязло от „Portus Gallus“, пристанище на гали или келти.
Около 200 г. пр.н.е. римляните завзели Иберийския полуостров от картагенците по време на Втората пуническа война и в процеса превзели Кале, преименувайки го на Portus Cale (Пристанище Кале), включвайки го в провинция Галисия със столица в Бракара Августа (съвременен Брага, Португалия). През Средновековието регионът около Портус Кале става известен от суеби и вестготи като Портукале. Името Portucale еволюира в Portugale през VII и VIII век, а до IX век този термин е използван широко за обозначаване на региона между реките Дуеро и Миньо. Към XI и XII в. Португале, Португалия, Портгало или Портгалиали вече са били наричани Португалия.

## История

### Ранна история
Първите обитатели на териториите, днес заети от Португалия, са били неандерталци и хомо сапиенс. По време на неолита местните жители са правили опити да си осигурят поминък чрез риболов и животновъдство. Към първото хилядолетие пр. Хр. започват няколко последователни вълни от нашествия на келти, идващи от Централна Европа. Те се смесват с местното население, образувайки голям брой отделни племена, като калаики, лузитани, келтики и кинети.
През 219 г. пр.н.е. Римската империя започва нашествието си на Иберийския полуостров. Римските войски започват да превземат полуострова от юг, където кинетите ги посрещат като съюзници, но през 194 г. пр.н.е. лузитаните и други местни племена на север се обединяват под ръководството на Вириат и вдигат въстание срещу римляните. Вириат скоро успява да освободи цялата територия на днешна Португалия. Рим изпраща легиони, водени от най-добрите пълководци, но не успява да се справи с въстаническата армия. Римляните подкупват вестоносеца на Вириат, който убива господаря си и скоро след това съпротивата на местните приключва. Римляните развиват значително региона, построявайки множество градове, някои от които са населени и съществуват до наши дни (Бежа). Късният римски период е описан от местните хронисти Павел Орозий и Хидаций. Между 5 и 7 век Западната Римска империя вече се е разпаднала и на полуострова нахлуват германските племена свеби, маркомани и вандали в съюз със сарматите, а по-късно пристигат и вестготите, чието кралство обхваща целия полуостров.

### Сформиране
През 711 г. започва нашествието на маврите. Те унищожават Вестготското кралство, а вестготите избягват на север, във все още непокорената Астурия. От този регион иберийците започват да планират връщането на полуострова под свой контрол – т.нар. Реконкиста.
През 868 г. граф Вимара Переш става владетел на областта между реките Миньо и Дуеро, известна по римско време като Portus Cale, а в Средновековието като Portucale. Първоначално това владение е зависимо от Кралство Леон, но при по-слабите леонски управления на практика е независимо. През 1065 г. Португалия става де юре независима държава под управлението на Гарсия II. Кралството всъщност обединява Португалия и Кралство Галисия, поради което избухват междуособни войни. Техният край е сложен, когато крал Алфонсо VI, брат на Гарсия, присъединява кралството към Леон. През 1095 г. Португалия се отделя като административна единица от Галисия, и малко по-късно бургундският рицар Анри Бургундски става граф на Португалия. Той обединява графствата Портукале и Коимбра докато между Кастилия и Леон бушува гражданска война, но не успява да постигне независимост за владението си.
След смъртта му управлението е поето от неговия син – Афонсу Енрикеш. През 1128 г. претендентите за португалския трон са двама – васалната на Кралство Галисия Тереса, съпруга на починалия Анри и майка на Афонсу, и самият Афонсу, който желае пълна независимост. Тази година те водят знакова битка – при Сао Мамеде, от която Афонсу излиза победител. През 1139 г. той се самокоронясва като Афонсу I, първи крал на Португалия. Португалия е призната като независима държава от Светия престол през 1143 г., а кралската титла е призната от папата през 1179 г. Първата столица е Гимараеш, но по-късно е преместена в Коимбра.
Между 1249 и 1250 г. Португалия присъединява Алгарв, най-южният регион, след като побеждава владелите го дотогава маври. През 1255 г. столицата е преместена в Лисабон. Испания ще приключи реконкистата на своите територии едва 250 години по-късно, през 1492 г. Границите на Португалия остават забележително непроменени от 13 век насам. През 1386 г. Португалия влиза в съюз с Англия чрез Уиндзорския договор, който е в сила до днес и е най-дълготрайният съюз в историята. Традициите на Португалия в риболова и търговията са в основата на търсенето на нови територии и търговски пътища след 1400 г., като първите експедиции са проведени от Енрике Мореплавателя, който оказва огромно влияние върху развитието на мореплаването.

### Империя
На 25 юли 1415 г. крал Жуау I потегля с португалска армада заедно със семейството си към богатото ислямско пристанище Сеута. В експедицията присъства и легендарният португалски герой Нуно Алвареш Перейра. На 21 август, почти месец след отплаването, армадата превзема града и го прави първото отвъдморско португалско владение, което поставя началото на Португалската империя. Превземането на града е улеснено от гражданската война в Магреба, започнала през 1411 г. Малко след падането на Сеута, кралят на Гренада Мохамед IX се опитва да върне арабския контрол върху пристанището. Той обсажда града с подкрепления от сраженията в Мароко, но португалците удържат и Сеута остава тяхно владение.
През 1418 г. двама от капитаните на принц Енрике Мореплавателя – Жуау Гонсалвеш Зарку и Тристао Вас Теижейра попадат в буря и случайно откриват остров, на който да се приютят. В знак на благодарност го наричат Порту Санту („Свято пристанище“). През 1419 г. Зарку открива остров Мадейра, а първите португалски колонисти пристигат там на следващата година. Между 1427 и 1431 г. са открити повечето Азорски острови – необитаеми до пристигането на първите португалски заселници през 1445 г. Португалия и Кастилия водят териториален спор за Канарските острови. През 1402 г. Кастилия ги превзема и до 1459 г. изгонва всички португалци от тях. През 1434 г. с достигането на нос Божадур започва и изследването на Африка, около чиито брегове португалски мореплаватели откриват архипелага Кабо Верде и островите Фернао По, Сао Томе, Принсипи и Анобон. На остров Аргин край бреговете на днешна Мавритания е основана фактория, чрез която в Португалия са внесени първите африкански роби и злато от Западна Африка. След смъртта на Енрике Мореплавателя има временен спад в откривателските активности, но до към 1490-те португалски пътешественици отново започват да търсят нови територии, достигайки Златния бряг през 1470-те и устието на река Конго през 1483 г. През 1484 г. Португалия категорично отхвърля идеята на Христофор Колумб за пътешествие към Индия през Атлантическия океан. За сметка на това Бартулумеу Диаш достига нос Добра надежда през 1487 г. и открива морския път към Индия. На 20 май 1498 г. Вашку да Гама достига Индия и полага началото на интензивна търговия със западната цивилизация. Педро Алвариш Кабрал тръгва на експедиция от Кабо Верде през 1500 г., и на 22 април достига бреговете на Бразилия. Около 1500 г. Португалия купува жито от Швеция.
До 1514 г. двумилионната Португалска империя се простира от бреговете на Южна Америка до Китай, включвайки разнообразни колонии като островите Тристан да Куня, Сокотра, Бахрейн и Макао. Португалски пътешественици първи достигат до Хималаите, Япония, Мадагаскар и Цейлон. Установените връзки с далечни народи осигуряват голямо богатство и просперитет на Португалия.

### Упадък и кризи между 1580 и 1910 г.
На 4 август 1580 г. кралят на Португалия Себаштиау загива в бой в Мароко, но тялото му не е открито. Това довежда до династична криза. На трона се възкачва прачичото на Себаштиау – възстарият Енрике, който умира само две години по-късно. След неговата смърт испанският крал се възползва от ситуацията и окупира Португалия, поставяйки и нейната империя под свой контрол.
Поставя се началото на Иберийската уния, която просъществува до 1640 г. Португалците обаче оказват съпротива. Появяват се множество Лъже-Себаштиаувци, претендирайки да са загиналия крал. След 1600 г. Португалия започва да отслабва икономически. Проблем създават и холандските апетити към Бразилия – холандците завземат много от португалските територии там, което принуждава испанската армия да се намеси, заедно с португалски войски, чрез мащабна военна кампания в Южна Америка по суша и море. След разтрогването на унията през 1640 г. Португалия успява частично да възстанови териториите на империята преди династичната криза. Испания обаче признава Португалия като независима едва през 1668 г. Към края на века Жуау V забранява емиграцията, тъй като страната е загубила значителна част от населението си.
Между 1750 и 1777 г. Португалия отбелязва значителен икономически и социален напредък под управлението на Жозе I и неговият министър-председател маркиз на Помбал. Този период остава в историята на страната като Помбалинова ера. Себаштиау де Мелу първоначално работи като посланик в Англия, където се впечатлява от икономическия напредък. Кралят изпитва симпатии към него и е благосклонен да позволи идеите му да се осъществят на практика. Под ръководството на Себащиау ди Мелу е реформиран Университетът на Коимбра; модернизирани са войската и флота; сложен е край на робството в колониите и приключва дискриминацията срещу различните християнски деноминации. Изпитание за управлението му е Лисабонското земетресение от 1755 г. с магнитуд 9 по скалата на Рихтер. Под енергичното ръководство на де Мелу градът се възстановява впечатляващо бързо – само за една година. В Лисабон след труса са създадени първите сгради в света, проектирани да устоят на земетресение. Де Мело също провежда данъчна реформа и въвежда еднакво строги закони за бедни и богати, което му спечелва неприятели в заможните слоеве на обществото. През 1762 г. Португалия, с помощта на Англия, отразява испанско нашествие. В същото време де Мелу започва да концентрира все повече власт в свои ръце, превръщайки се в „просветлен“ деспот. Почти диктаторската му власт приключва с идването на кралица Мария I на власт, която е негов дългогодишен противник. Тя го лишава от всичките му постове.
През 1807 г. Португалия отказва да се присъедини към Континенталната блокада на Наполеон Бонапарт срещу Великобритания. Френският отговор не закъснява – Франция напада Португалия и превзема Лисабон на 8 декември същата година. През 1812 г. независимостта на страната е възстановена. През 1890 г. обаче отношенията между Великобритания и Португалия се влошават – англичаните поставят ултиматум всички португалски войски между Ангола и Мозамбик да се изтеглят. Португалия има претенции към тази територия, но Великобритания я иска, за да може да построи железопътна линия от Кайро до Кейптаун. В Португалия този акт се счита за най-непочтеното действие на англичаните срещу най-старият им съюзник.

### Нова история
През 1910 г. монархията е сменена с парламентарна република с двукамарен парламент. Тази Първа република е нестабилна от самото начало и още към края на Първата световна война (в която Португалия участва) се изражда в диктатура. В Португалия се появяват прототипи на някои от елементите на тоталитарната държава. Участието на Португалия във войната обаче довежда до дълбок разрив в обществото, както и икономическа и политическа криза. Така се стига до държавен преврат на 28 май 1926 г., който установява Втора република, превърнала се през 1933 г. в т. нар. Ештаду Нову – профашистки режим с корпоратистки черти, поддържащ близки отношения с Оста, под ръководството на Антонио ди Оливейра Салазар.
Управлението на Салазар е традиционалистко и се противопоставя на либерализма, комунизма, социализма и антиколониализма. В продължение на десетилетия международната общност го критикува заради почти тоталитарния му характер. Режимът е свален през 1974 г. от така наречената „Революция на карамфилите“, която повежда държавата по пътя на модерната демокрация и осигурява независимост на последните колонии в Африка. Оттогава Португалия е парламентарна република. Един милион португалци напускат домовете си в колониите, превръщайки се в бежанци. Новосъздадените независими държави на мястото на колониите са опустошени от кървави граждански войни. През 1986 г. страната се присъединява към Европейската икономическа общност, като в същото време отбелязва значителен икономически напредък благодарение на бежанците от колониите, които вливат работна ръка. Де факто край на империята обаче е сложен през 1999 г., когато Макао е предаден на Китай, и де юре през 2002 г., когато е дадена независимост на Източен Тимор. Португалия е част от еврозоната от 1999 г. насам.

## Държавно устройство
Португалия е република с ограничени пълномощия на президента, избиран за 5 години. Законодателен орган е Събрание на Републиката (еднокамарен парламент, избиран за 4 години). Изпълнителната власт се състои от правителство, начело с премиер-министър.

## Административно деление
Основната административно-териториална единица в Португалия е общината (município). В страната има 308 общини, включващи по няколко селища. Чрез тях до голяма степен се осъществява местното самоуправление. Общините се управляват от двукамарни съвети, съставени от общинска камара (câmara municipal) и общинско събрание (assembleia municipal). Общините се подразделят на общо 4261 енории (freguesia), които имат собствени енорийски съвети.
Поради своята отдалеченост от Лисабон, през 1978 г. Азорските острови и островите Мадейра са преобразувани в автономни региони със собствени правителства.
Към 2007 г. административните единици над нивото на общината в континенталната част на Португалия са в процес на реформиране. 18-те окръга (distrito), създадени през 1976 г., са в процес на премахване, но все още имат някои функции – например избирателните райони следват техните граници, а също и местните футболни първенства. През 1999 г. правителството предлага създаването на нови административни региони, но предложението е отхвърлено на референдум. Към момента няма централизирано създадени единици над ниво община, но общините могат да създават доброволни сдружения за постигане на определени цели.
За целите на статистиката и администрацията на Европейския съюз, Португалия е разделена на 7 региона и 30 подрегиона. Техните граници не са съобразени с делението на окръзи, но включват само цели общини.

## Дипломатически мисии
1. виж Досегашни посланици

## Природа
Португалия заема западната част на Пиренейския полуостров. Тя е атлантическа държава. Към нея се числят Азорските острови и островите Мадейра в Атлантическия океан. Континенталната част на Португалия е разделена на две от нейната главна река, Тежу. На север релефът във вътрешността е планински, а на юг – равнинен.
Най-високата точка на Португалия е връх Пику (2351 m) на Азорските острови, а в континенталната част – планината Сера да Ещрела (1991 m), западен клон на Кастилската планина. Азорските острови и Мадейра имат вулканичен произход, като на Азорите няколко вулкана вероятно са все още активни.
Португалия е една от най-горещите страни в Европа, с атлантическо-средиземноморски климат. Пролетта и лятото обикновено са слънчеви, а през юли и август температурите са извънредно високи – до 30 – 35 °C в централната част и до 45 °C във вътрешността на страната на юг. Есента и зимата обикновено са дъждовни и ветровити, но има и слънчеви дни, а температурите рядко падат под 5 °C. Сняг обикновено вали в планинските области на север. Средните годишни температури са 13 °C на север и 18 °C на юг. Климатът в Мадейра и Азорските острови, поради тяхното разположение в Атлантическия океан, е дъждовен и влажен.
Освен Тежу, другите големи реки в Португалия са Дуеро, Миньо и Гуадиана, които също като Тежу извират от Испания. Друга важна река е Мондегу, която извира от Сера да Ещрела.
Изключителната икономическа зона на Португалия заема площ от 1 727 408 km². Това е третата най-голяма изключителна икономическа зона в Европейския съюз и 11-ата най-голяма в света.
Заради хилядолетията човешко обитание на територията на Португалия, от ранната растителност е останало много малко. Защитените територии в Португалия включват един национален парк, 12 природни парка, девет природни резервати, пет природни забележителности и седем „защитени пейзажи“, които включват национален парк „Пенеда-Жереш“ и природен парк „Сера да Ещрела“. Тези естествени среди са оформени от разнообразна флора и включват различни видове бор, сладък кестен (Castanea Sativa), корков дъб (Quercus suber), каменен дъб (Quercus ilex), португалски дъб (Quercus faginea), евкалипт (Eucalyptus globulus). Всички те са високо ценени заради високата си стопанска стойност. Лаурисилва е уникален вид субтропични дъждовни гори, срещащи се в няколко области на Европа и света: на Азорските острови, и по-специално на остров Мадейра, има обширни ендемични лаврови гори (laurasilva), защитени в природни паркове.
Фауната се състои предимно от характерни за Европа видове, в това число лисица, язовец, иберийски рис, иберийски вълк, пиренейски козирог (Capra pyrenaica), дива котка (Felis Silvestris), заек, невестулка, пор, хамелеон, мангуста, цибетка, кафява мечка и много други. Португалия е важна спирка за прелетните птици, особено около нос Сао Висенте и планината Мончике, където хиляди птици почиват по пътя си от Европа към Африка (през есента) или обратно (през пролетта). Повечето видове птици се събират заедно на Иберийския полуостров, тъй като тя е най-близката спирка между Северна Европа и Африка. Около 600 вида птици се срещат в Португалия (по време на гнездене или на миграция), и всяка година биват регистрирани нови гнездящи видове. Архипелагът на Азорските острови и Мадейра е преходна спирка за американски, европейски и африкански птици, докато над континентална Португалия преминават предимно европейски и африкански видове. В Португалия се срещат над 100 вида сладководни риби, вариращи от гигантски европейски сом до малки и ендемитни видове. Някои от тези редки и специфични риби са силно застрашени поради загубата на своите местообитания, замърсяване и засушаване. Западното крайбрежие на страната е изключително богато на хранителни вещества, което прави разнообразието от риби огромно, а популациите им – едни от най-големите в света. Присъстват и биолуминесцентни видове, като светещия планктон. Има и голямо разнообразие от насекоми.

## Стопанство
Португалия е индустриално-аграрна страна. Добива се волфрам, пирит, олово, уран, калай, мед. Силно развити отрасли са текстилна, шивашка, обувна, керамична и корабостроителна промишленост, както и автомобилостроене, електроника, машиностроене, химическа промишленост. В селското стопанство работят 11,5% от заетите. Отглеждат се лозя, цитруси, зеленчуци, маслини, зърнени и др. Добре развито животновъдство – едър рогат добитък, овце, кози, свине. Риболов и преработка на морски продукти. БВП 159 млрд. USD (2000): селско стопанство 4%, промишленост 36%, услуги 60%. Добив на волфрамов концентрат, пирит, уранова, калаена руда, желязна руда, въглища, каолин; корк (на I място в света). Текстилна, хранително-вкусова (вино, зехтин, рибни консерви) промишленост. Черна и цветна металургия (мед, калай, алуминий), машиностроителна (кораби), електротехническа, химическа, нефтопреработваща, нефтохимическа, циментова, порцеланово-фаянсова, керамична промишленост. Цитрусови, маслинови насаждения, лозя. Пшеница, царевица, ръж, картофи. Едър и дребен рогат добитък, свине. Риболов. Туризъм. 2850 km жп линии, 68 732 km шосета, 80 km петролопроводи, 700 km газопроводи, 1,1 млн. бр.р.т. търговски флот, 66 летища (1999).

## Население
Има 10,295 млн. жители. Гъстота – 114,5 д/km². Естествен прираст 1,5. Средна продължителност на живота – мъже – 72 г., жени – 79 години. Населението на Португалия е относително етнически еднородно – 95,3% са португалци и 4,7% други.
В езиково, етническо и религиозно отношение Португалия е една много еднородна държава. Португалският език се говори навсякъде, като само в селцата в област Миранда ду Дору се използва характерен астурски диалект на португалския.

## Национален флаг
Знамето на Португалия се състои от националния щит пред жълта армилярна сфера на фона на две вертикални ивици – зелена и червена. Този дизайн е официално приет на 30 юни 1911 г., заменяйки стария герб на конституционната монархия.
Зеленото символизира надежда, а червеното – кръвта на загиналите в името на държавата. Армилярната сфера е важен астрономически и навигационен уред за португалските моряци и символизира един от най-важните периоди за Португалия – епохата на Великите открития. Националният щит, седящ на преден план, е един от най-важните и най-стари символи на Португалия. Той е присъствал в почти всички знамена на държавата.

## Други
- Комуникации в Португалия
- Транспорт в Португалия
- Въоръжени сили на Португалия
- Външна политика на Португалия